# Elektrisk kilde
 For alternative betydninger, se kilde.
En elektrisk kilde er enhver genstand eller apparat som kan forårsage en forbigående eller vedvarende elektrisk potentialeforskel; spændingsforskel eller elektrisk strøm.
Kilderne kan f.eks. være reelle og mange (alle?) er eller har elektriske transducere: dynamo, lyn, bioelektricitet, piezoelektriske krystaller, pyroelektriske krystaller, akkumulator, batteri, solcelle, brændselscelle, opladet kondensator, spole med en vis strøm gennem sig (med strøm-inerti?).
Eller fiktive, som dog kan tilnærmes med elektroniske kredsløb: strømgenerator, spændingsgenerator, effektgenerator
Der er mange måder at karakterisere kilder på. Typisk karakteriseres kilder ved nogle vedvarende elektriskeegenskaber som de besidder.